# D.S.B. - Nyt
D.S.B. - Nyt er en dansk dokumentarisk optagelse fra 1943.

## Handling
DSB-Nyt: Statsbanerne har på Nordbanen indsat nye moderne personvogne (CL-vogne,). Dobbelte døre muliggør hurtigere ind- og udstigning. Optaget marts 1943.